# Bodo Herzog
Bodo Herzog (geboren 1925) ist ein deutscher Archivar, Marinehistoriker und ehemaliger Seeoffizier.

## Leben und Werk
Im Zweiten Weltkrieg diente Herzog bei der Kriegsmarine und gehörte nach der Kapitulation zum Deutschen Minenräumdienst. Im Jahr 1959 veröffentlichte er sein erstes Buch unter dem Titel Deutsche U-Boote 1906–1945. In seiner publizistischen Tätigkeit als Marinehistoriker stützte sich der Autodidakt Herzog auf ein umfangreiches privates Archiv. Zusätzlich verfügte er aus Pressearbeit während des Krieges über umfangreiches Fotomaterial.

### Bücher
Obwohl sein erstes Werk Deutsche U-Boote 1906–1945 ein Produkt der Übergangszeit der Nachkriegsjahre war und sich laut Vorwort („… vermitteln, Erinnerungen wecken, mahnen, aber auch aussöhnen …“) auch an die ehemaligen Gegner wandte, gelang es Herzog zunächst nicht, sich klar von der Bildsprache und den Vorstellungen der Kriegsjahre zu lösen. Er stellte dem Werk eine Strophe des auf Joseph Goebbels’ Veranlassung im Jahre 1938 ausgezeichneten Dichters Hans Carossa voran, der in seinem Gedicht „Geheimnisse“ mit „Es gibt kein Ende/ Nur glühendes Dienen/ Zerfallend senden/ Wir strahlen empor“ ein Selbstzweck-gewordenes Opfern für ein höheres Gut idealisiert und somit die Stoßrichtung des Buches illustrierte. Diese und weitere Spuren der Zeit zwischen 1933 und 1945 waren in der überarbeiteten Neuauflage, die Herzog fast zehn Jahre später vorlegte, im Wesentlichen verschwunden.
Als Bodo Herzog mit 60 Jahre deutsche Uboote sein zehn Jahre vorher erschienenes erstes Buch zum Themenkomplex U-Boot-Krieg im Zweiten Weltkrieg in einer um fast hundert Seiten erweiterten und überarbeiteten Auflage neu veröffentlichte, arbeitete er im Hauptberuf als kaufmännischer Angestellter in Oberhausen. Das Buch fiel zwischen den inzwischen reichlicher gewordenen Veröffentlichungen zum Themengebiet nicht nur durch Herzogs eigentümliche Schreibweise des Gegenstands seiner Betrachtungen – Uboote, ohne Bindestrich, statt der üblichen Schreibweise U-Boote – auf, sondern auch durch dezidierte und bisher unübliche Kritik an Marineoffizieren, wie beispielsweise Erich Raeder und der „meist von Admiralen gepachteten Marinehistorie“, wie es ein Rezensent der Wochenzeitung Die Zeit in seiner wohlwollenden Besprechung formulierte. Entsprechend fielen die Reaktionen in den betroffenen Marinekreisen aus. Adalbert Schnee, damaliger Vorsitzender des Bundes Deutscher U-Bootfahrer, kritisierte eine „Verzerrung der Ereignisse“ und beklagte Herzogs namentliche Kritik an „Marineschriftstellerkollegen“. In einer Rezension in den Militärgeschichtlichen Mitteilungen, Vorgänger der MGZ, wurde ebenfalls Herzogs Umgang mit Marineoffizieren bemängelt. Zudem wurde ihm „Polemik gegenüber Historikern“ und eine ungenügende wissenschaftliche Auseinandersetzung mit dem Themengebiet attestiert.
Deutsche U-Boote von 1906–1966 erschien später erneut, zunächst im Bernard & Graefe Verlag, dann als Lizenzausgabe 1990 bei Pawlak und 1993 im Karl Müller Verlag. Im Jahr 1970 veröffentlichte Herzog mit dem zweisprachigen Buch U-Boote im Einsatz – U-boats in Action eine Bilddokumentation im auf Wehrmachts-Themen spezialisierten Podzun-Verlag. Die bisher letzte Veröffentlichung Herzogs erschien unter dem Titel Wir müssen uns erinnern. Hundert Jahre deutsche U-Boote im Jahr 2006 im Veit-Scherzer-Verlag.

### Beitrag zur Aufarbeitung
Auch in seinen weiteren Veröffentlichungen, sowohl Beiträge in mehr oder weniger renommierten Fachzeitschriften als auch in der Tagespresse, leistete Herzog Kritik an der U-Boot-Waffe der Kriegsmarine und ihren Protagonisten und sprach Sachverhalte an, die wenig bekannt oder ungern gehört waren.
Im Jahr 1967 übte Herzog Kritik an Jochen Brennecke, der seiner Ansicht nach in dem 1956 erschienenen Buch Jäger – Gejagte eine Episode um den Kommandanten von U 68, Karl-Friedrich Merten in „völlig wertlos(er)“ Weise dargestellt hatte. Diese Beurteilung ließ Brennecke erwägen, Herzog zu verklagen. Diesen Plan ließ Brennecke schließlich fallen, da er fürchtete, mancher der als Zeugen befragten, damals beteiligten Offiziere, könnte im Prozess mehr sagen, „als er eigentlich im Interesse der Marine sagen darf“.
Herzogs Artikel zur Verleihungspraxis des Ritterkreuz des Eisernen Kreuzes an Angehörige der U-Boot-Waffe, den er im Jahr 1987 in der Zeitschrift Deutsches Marinearchiv veröffentlichte, leitete eine Neubeurteilung dieser Ordensstufe im Zusammenhang mit der Kriegsmarine ein.
Viel Beachtung fand auch sein Beitrag Piraten vor Malaga, der im Jahr 1991 in der Wochenzeitung Die Zeit erschien. Herzog berichtete vom „Unternehmen Ursula“, einem völkerrechtswidrigen Einsatz einer deutschen U-Boot-Flottille im Spanischen Bürgerkrieg. Die damals beteiligten Marineangehörigen hatten über die Verwendung und die Ziele der hierbei beteiligten U-Boote, unter anderem U 33 unter dem Tarnnamen Triton und U 34 unter dem Tarnnamen Poseidon, eine „lebenslange Schweigepflicht“ auferlegt bekommen. Diese wirkte, wie Herzog anlässlich seiner ersten Recherchen zum „Unternehmen Ursula“ bereits in den 60er Jahren feststellte, noch weit über das Ende der Kriegsmarine hinaus nach. Da ihm sowohl der Marinehistoriker Jürgen Rohwer als auch der ehemalige Admiral Wilhelm Marschall von einer Publikation abrieten, ließ Herzog zunächst den Plan einer Veröffentlichung fallen. Unter Aufarbeitung der inzwischen zugänglichen Archive der DDR konnte Herzog den Artikel schließlich 30 Jahre später fertigstellen. Durch Piraten vor Malaga wurde der deutschen Öffentlichkeit erstmals der Einsatz der deutschen U-Boote im Spanischen Bürgerkrieg bekannt, der auch von Karl Dönitz in keinem seiner Bücher erwähnt, ja sogar auf Nachfrage bestritten worden war. Mit seinem Beitrag in der – im Verhältnis zu den üblichen Fachzeitschriften – vielgelesenen Wochenzeitung attackierte Herzog das Narrativ der unpolitischen deutschen Seestreitkräfte der 30er und 40er Jahre. Zudem wies er deutlich darauf hin, dass hier ein nationalsozialistischer Geist bereits früh ausgeprägt war und die Marineleitung vor dem Krieg gewissenlos geschwiegen hatte. In diesem Zusammenhang bescheinigte er den jeweiligen Protagonisten, insbesondere Karl Dönitz und Erich Raeder, moralische und ethische Bedenken bereits lange vor Kriegsausbruch fallengelassen zu haben.
In einem im Jahr 1997 erschienenen Artikel in der Patzwall-Zeitschrift Militaria bezeichnete Herzog unter dem Titel Kriegsverbrechen und Menschlichkeit im U-Boot-Krieg 1939/45 am Beispiel zweier deutscher Kommandanten die Versenkung des Seglers Notre Dame du Chalet im Mai 1941 als Kriegsverbrechen, das er Wolfgang Lüth anlastete.

## Veröffentlichungen (Bücher)
- Deutsche U-Boote: 1906–1945. J.F. Lehmann, München 1959.
- Ritter der Tiefe – Graue Wölfe. (mit Günter Schoemakers), Welsermühl, München 1965.
- Deutsche U-Boote von 1906–1966. J.F. Lehmanns Verlag, München 1968, um 90 Seiten und 144 Abbildungen erweiterte Neuauflage von Deutsche U-Boote: 1906–1945.
- Die Deutsche Kriegsmarine im Kampf 1939–1945. Podzun-Verlag, Dorheim 1969.
- U-Boote im Einsatz. Eine Bilddokumentation. Podzun Verlag, Dorheim 1970.

## Veröffentlichungen (Beiträge)
- Der Torpedoverbrauch von U 48, dem erfolgreichsten Unterseeboot des zweiten Weltkrieges in der Zeit von September 1939 bis Juni 1941. in: Deutsches Schifffahrtsarchiv. 1981.
- Der Kriegsverbrecher Karl Dönitz. in: Tel Aviver Jahrbuch für deutsche Geschichte, Tel Aviv 1986.
- Ritterkreuz und U-Bootwaffe: Bemerkungen zur Verleihungspraxis. in: Deutsches Schifffahrtsarchiv. 1987.
- Die gefallenen U-Boot-Ärzte der deutschen U-Boot-Waffe. in: Marine-Rundschau – Zeitschrift für Seewesen. 3/1989.
- Piraten vor Malaga; erstmals enthüllt: »Unternehmen Ursula« — Übermalte Kennzeichen, falsche Funksprüche — Schweigepflicht war lebenslänglich. Artikel in der ZEIT vom 29. November 1991 über den bis dahin geheimen Einsatz von U-Booten unter der Führung von Karl Dönitz im Mittelmeer im Jahre 1936.
- Provozierende Erkenntnisse zur deutschen U-Boot-Waffe. in: Historische Mitteilungen der Ranke-Gesellschaft. 1/1998.

Seit 1994 veröffentlichte Herzog für einige Jahre regelmäßig Beiträge in Militaria, einer Zeitschrift des Verlags von Klaus D. Patzwall, die sich als „Fachorgan für Auszeichnungen, Uniformierung, Militär- und Zeitgeschichte“ bezeichnet. Hier publizierte Herzog u. v. a. Der Tonnagewirkungsgrad des erfolgreichsten U-Boot-Kommandanten des Zweiten Weltkrieges: Flottillenadmiral a. D. Otto Kretschmer (1994) und Die große Atlantikübung deutscher Unterseeboote vom 18. April bis zum Mai 1939 (1999).